# 日本映画テレビ技術協会
一般社団法人日本映画テレビ技術協会（にほんえいがてれびぎじゅつきょうかい、英称: Motion Picture and Television Engineering Society of Japan (MPTE)）は、東京都中央区に本部を置く、映画・テレビの技術に携わる法人、団体、個人で組織される業界団体である。略称は映テレ協会。

## 本部所在地
〒103-0027 東京都中央区日本橋1-17-12 日本橋ビルディング2階

## 会員
2019年12月18日時点で、法人会員としては映画会社、テレビ局、制作プロダクションの他に、メーカー、商社、大学・専門学校等を含めた170社が加盟している。また、1186人の個人会員が入会している。

## 沿革
- 1947年（昭和22年）5月 ‐ 日本映画技術協会として創立[2]
- 1965年（昭和40年）4月 ‐ 日本映画テレビ技術協会に改名
- 2012年（平成24年）4月 ‐ 一般社団法人に移行